# Sertanejo universitário
O sertanejo universitário é um estilo musical brasileiro, vertente da música sertaneja.
Suas origens encontram-se na capital do estado de Mato Grosso do Sul, Campo Grande, com a dupla Os Filhos de Campo Grande, que passaram a cantar suas canções num compasso mais rápido e com uma maior valorização dos sons acústicos. Essa variação de estilo passou a ter mais aceitação com o aumento da popularidade da dupla sertaneja João Haroldo & Betinho e também João Bosco e Vinícius.
O sertanejo universitário é considerado a terceira modalidade do gênero sertanejo, após a música caipira precursora, o sertanejo original e o sertanejo romântico, muito popular entre as décadas de 1980 e 1990.
Neste estilo, predominam canções consideradas mais simples, e por conta dos cantores do gênero serem em sua maioria jovens é considerado "universitário". Em vez dos tradicionais acordeões e violões, sintetizadores e guitarras elétricas começaram a ser usadas com mais frequência nesse estilo de música. Esta variação se diferencia do sertanejo por ter mais elementos do pop, e linguagem informal. O estilo nasceu em  Mato Grosso do Sul e hoje está presente em todos os estados do Brasil.

## História
De origem pantaneira vinda do estado de Mato Grosso do Sul e com reflexo no estado de Goiás, tem como os primeiros a tocar a dupla João Bosco & Vinicius, que em 1994 iniciaram sua carreira tocando em bares para universitários na capital, Campo Grande. O público da dupla passou a ser composto basicamente de universitários, iniciando a renovação do gênero sertanejo no Brasil: o sertanejo "universitário”.
A interação entre o interior e a metrópole no âmbito acadêmico contribuiu para o surgimento do estilo próprio. Tendo as violas e violões se disseminado nos campus e repúblicas estudantis, a velha música sertaneja acabou por associar ao violão e à viola instrumentos modernos como guitarras, baixos, bateria, metais e instrumentos de percussão.
O resultado inicial foi uma nova roupagem das antigas e clássicas raízes sertanejas que com o avançar dos anos foram se distanciando dos estilos percussores e adquirindo identidade própria. Neste cenário novo as influências musicais dos jovens do interior também foi gradativamente se misturando com outros estilos, em especial o pop, o arrocha e o funk carioca, estilos geralmente predominantes nas festas promovidas pelos jovens acadêmicos.
Embalado pelo grande apelo popular entre jovens dos gêneros associados, o novo segmento ganhou grande espaço na mídia. Letras e músicas simples, batidas dançantes e refrões de fácil memorização automática, gerando um grande "boom" do estilo, fazendo com que este saísse do restrito âmbito universitário e adentrasse por rádios e festas do Brasil. A repercussão e sucesso do gênero tem feito com que a cada dia surjam novas duplas e conjuntos sertanejos. Em outubro de 2012, escrevendo sua crítica para o Yahoo!, o jornalista e crítico musical Regis Tadeu chamou o gênero de a "música pop do Brasil (...) infelizmente".

## Temática
Por surgir após o segundo movimento sertanejo (romântico), esse estilo já não conta com letras tão regionais e situações vividas por caipiras (como o Sertanejo raiz). Geralmente as letras abordam situações corriqueiras encaradas na vida dos jovens, tendo forte apelo temas como traição, bebedeiras e ostentação.

## Cantores
O Universitário encontrou nos jovens a busca do seu crescimento, trazendo um enfoque em canções que falam de amor e baladas. Hoje novos cantores vão surgindo ou outros adotam o estilo, e a cada dia o gênero vai se popularizando mais. Alguns artistas destacados são: Gusttavo Lima, Jorge & Mateus, Cristiano Araújo, Luan Santana, Marília Mendonça, Maiara e Maraísa, Simone e Simaria, Henrique & Juliano, Marcos e Belutti, João Neto e Frederico, João Bosco e Vinícius, Thaeme e Thiago, Zé Neto & Cristiano, Michel Teló, Loubet, Ana Castela entre outros.